# 営利事業
営利事業（えいりじぎょう）とは、営利を目的とする事業。「営利」とは一般に利益を得ることを目的とする対外的活動をいうが、対外的活動によって得られた利益を構成員に分配することなどその他の要件を含むかに関しては議論があり国によっても考え方が異なる。
営利を目的として経営を行っている企業のことを、一般に営利企業と呼ぶ。営利企業の代表例に株式会社がある。協同組合のように国によって扱いが異なる法人もある。
営利企業においては主力事業を安定して継続させることが最重要視され、したがって方法の再現性と持続性が重視され、行ったことについての説明責任も強く問われる傾向にある。

## 日本における営利事業

### 営利の意義
日本の法人体系は2005年公布の会社法、2006年公布の一般社団法人及び一般財団法人に関する法律（一般法人法）の制定により営利法人と非営利法人の2種類に分けられる。
一般法人法の施行前の民法では第34条がいわゆる公益法人について、第35条が営利法人について規定していた。改正前の民法第35条第1項は「営利ヲ目的トスル社団ハ商事会社設立ノ条件ニ従ヒ之ヲ法人ト為スコトヲ得」と定められていた。また、会社法（2005年公布）移行前の改正前商法第52条1項は「本法ニ於テ会社トハ商行為ヲ為スヲ業トスル目的ヲ以テ設立シタル社団ヲ謂フ」とされ、第52条第1項の「業トスル」は商人概念を定めた商法第4条第1項の「商人トハ自己ノ名ヲ以テ商行為ヲ為スコトヲ業トスル者ヲ謂フ」における「営利性」と同義とされた。これらの解釈から日本では対外的活動によって利益を獲得する目的を有するだけでは営利とはいえず、その利益を何らかの形で社員に分配することが通説とされてきた。ただ、一般法人法の施行前の民法の規定は本来別の座標軸上にある「公益」と「営利」が対立するかのような理解を生み、協同組合のように私益を目的としているが構成員に対する利益分配を利益配当や残余財産分配ではなく団体の内部的活動で還元するものは中間法人として位置づけが問題になっていた。会社法及び一般法人法の制定により日本の法人体系は営利法人と非営利法人に整理された。
もっとも会社法は旧商法52条のような営利性の明文規定を置かず、一般法人法も一般社団法人や一般財団法人の非営利性を示す明文規定を置いていない。従来の営利性の規定に代えて会社法には剰余金配当請求権及び残余財産分配請求権の全部を与えない旨の定款の定めは無効とする規定が置かれた（会社法第105条2項）。また、これに照応して一般法人法には剰余金配当請求権または残余財産請求権を社員に付与する旨の定款は無効とする規定が置かれた。これらは従前の会社の営利性についての通説的理解に立ちつつ、社団の構成員に対する剰余金配当請求権か残余財産請求権のいずれか一方の確保されていることを営利性として整理したものである。
税制上は営利事業には営利事業所得税が生じる。
地方公務員法(昭和25年法律第261号)第38条第1項の規定に基づき、営利を目的とする私企業を営利企業、また、国の行政機関の職員等の営利企業等への就職の制限に関する法律案では、営利企業とは、商業、工業又は金融業その他営利を目的とする私企業、としている。
公務員には公共団体ごとで定める職員の営利企業等の従事制限に関する規則や規定などで、その職員には自ら営利を目的とする私企業を営むことつまり自営から、報酬を得て事業又は事務に従事すること等、営利企業等従事制限がある。
なお、営利企業の対義に非営利企業があるが、非営利企業には非営利型法人に該当する一般社団法人および一般財団法人のほか、宗教法人、社会福祉法人、学校法人などがある。会計方式も営利企業とは異なる採用することが多く、個別の経済主体を対象とするミクロ会計においても、営利活動を行うことを目的として設立された企業をその対象とする企業会計と、家計や学校法人など、営利活動を行うことをその本来の目的とはしない経済主体を対象とする非営利企業会計がある。
ただし、現在非営利組織・非営利団体の目的事業（NPO、NtPO）と営利目的事業（FPO）の区分は非常に曖昧なものも多く、営利企業の営利事業範囲までをも脅かす事業を行う非営利団体やそれらを支える有償ボランティアといった労働力も存在する。

### 具体的事例
- 社会教育法における民間営利社会教育事業者の行う社会教育事業
- 社会福祉法による社会福祉事業者の行う社会福祉事業
- 介護サービス事業者の行う介護サービス事業
- 大学等における技術に関する研究成果の民間事業者への移転の促進に関する法律（平成10年法律第52号。）第2条第1項に規定する特定大学技術移転事業
- 郵便事業者の行う郵便事業 - 郵政民営化/郵政三事業（郵便・簡易保険・郵便貯金）
- 鉄道事業法による鉄道事業者（東海交通事業ほか）が行う旅客鉄道事業
- 移動体通信事業者 (MNO)の行う移動体通信事業
- 仮想移動体通信事業者（MVNO）の行う仮想移動体通信事業
- 電気通信事業法による電気通信事業者の行う電気通信事業
- 電気事業法に規定する電力会社・一般電気事業者の行う電気事業（電気供給事業）
- 電気工事業の業務の適正化に関する法律(電気工事業法)による電気工事業
- ガス事業法による一般ガス事業者の行うガスを供給する事業
- 貨物自動車運送事業法による貨物自動車運送事業（JPエクスプレスなどの行う）宅配便事業
- 工作機械製造事業法による工作機械製造事業
- 道路運送法に規定される特定旅客自動車運送事業（尼崎交通事業振興などの行う観光バス事業）
- 道路運送法による旅客自動車運送事業
- 陸上交通事業調整法による陸上交通事業者の行う交通事業
- 乗合タクシー運行事業者が行うタクシー運行事業
- 個人タクシー/個人経営するタクシー事業
- 80条バス運行事業者一覧#現存事業者の行うバス運行事業
- 特定都市鉄道整備促進特別措置法による特々事業
- 港湾運送事業法により行う港湾運送業
- 利用運送事業（貨物利用運送事業, 鉄道利用運送事業)、航空運送事業
- 航空機製造事業法による航空機製造事業
- 自動車製造事業法による自動車製造事業
- 自動車整備業
- 労働者派遣事業の適正な運営の確保及び派遣労働者の就業条件の整備等に関する法律による労働者派遣事業者の行う労働者派遣事業
- デベロッパー (開発業者)が行うオフィスビルの建設やマンション分譲といった事業
- 建設業法で定める建設業（屋根工事業、板金工事業ほか多数）
- 熱供給事業法による熱供給事業
- 新聞事業者が行う新聞発行事業
- 新聞事業令による新聞事業
- 病院事業管理者の行う病院事業
- アルコール事業法による
- 塩事業法による販売事業
- たばこ事業法による販売事業
- 人造石油製造事業法による石油製造事業
- インターネット異性紹介事業
- 著作権等管理事業法による管理事業
- 放送事業者/一般放送事業者（東海テレビ事業など）が行う放送事業
- 委託放送事業者の行う放送事業
- 受託放送事業者の行う放送事業
- 有料放送管理事業者の行う有料放送管理事業
- コンサートツアー事業者が行うコンサートツアー事業
- インターネットサービスプロバイダ(インターネット接続事業者)が行うインターネット接続事業
- 一般計量証明事業者が行う計量証明事業
- カラオケ事業者が行うカラオケ事業
- 空気調和設備工事業者が行う空気調和設備工事業
- 特定搬送機器類製造事業所が行う搬送機器類製造事業
- 芸能マネージメント事業者が行う芸能マネージメント事業
- 特定元方事業者の行う元方事業
- 予報業務許可事業者の行う気象予報事業
- 音楽事業者の行う音楽事業
- デジタルコンテンツ事業
- 印刷事業、求人広告事業、出版事業、葬祭事業
- 住宅販売事業
- リテール事業（小売事業）
- 不定期専用船事業
- 物流事業
- ターミナル関連事業
- 客船事業
- ブライダル事業
- 通信事業
- 清掃業
- 貸金業
- 投資事業組合の行う投資事業

## 欧州における営利事業
ドイツ民法典では営利目的の経済社団（Wirtschaftliche Verein）（民法典22条）と非営利目的の非経済社団（Nicht wirtschaftlicher Verein）（同21条）に区分される。営利目的の経済社団と非営利目的の非経済社団の区分は社員への利益分配を目的としているか否かではなく社団の目的が営業か否かが基準になっている。